# 広島南警察署
広島南警察署（ひろしまみなみけいさつしょ）は、広島県警察が管轄する警察署の一つである。

## 所在地
- 広島県広島市南区出汐2丁目4−65

## 管轄区域
- 広島市南区

## 沿革

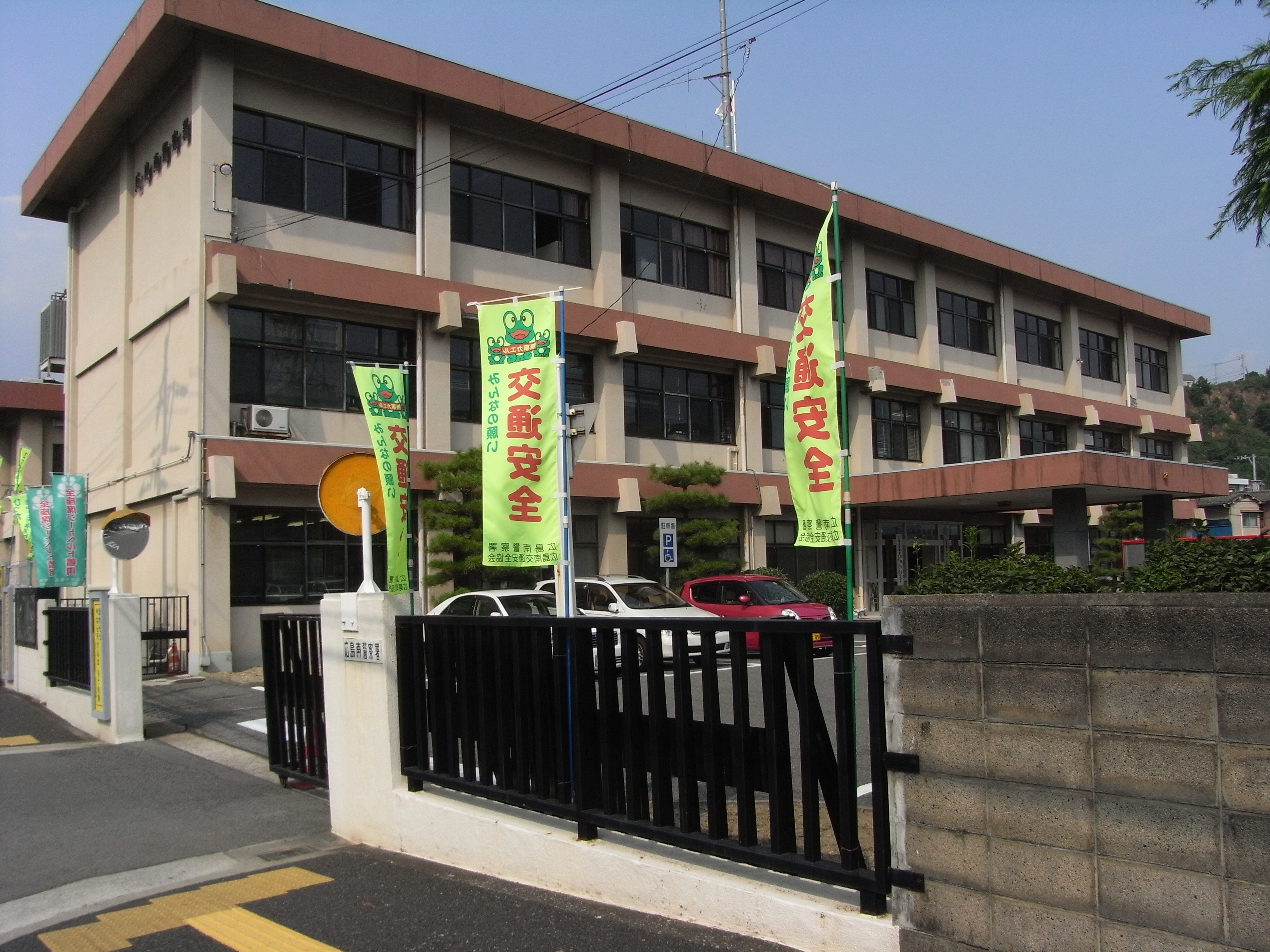
旧広島南警察署

- 1904年9月 広島警察署宇品分署として設置される。
- 1909年 宇品一丁目（現・宇品海岸三丁目）の新庁舎（現・旧広島県港湾事務所）に移転。
- 1915年11月 東警察署宇品分署に改称。
- 1926年7月 宇品警察署に改称。
- 1945年
  - 8月6日原爆投下により壊滅。
  - 9月 東警察署宇品警部補派出所に降格。
- 1946年5月 東警察署宇品警部派出所に昇格。
- 1948年1月7日 旧警察法施行に先行して広島市警察が発足。広島市宇品警察署となる。
- 1954年7月1日 新警察法施行により広島県警察が発足。広島県宇品警察署となる。
- 1964年
  - 4月1日 広島県広島南警察署に改称。宇品東の旧庁舎が竣工し移転。
  - 8月10日 広島市仁保町向洋、同青崎及び同堀越を広島東警察署より移管。
- 2018年9月1日 広島東警察署の管轄（南区のうち荒神交番・比治山交番・広島駅交番（広島市東区上大須賀町を除く）の受け持ち区域）が移管され、広島南警察署の管轄は南区全域となる[1]。
- 2023年9月19日 現庁舎に移転。

## 交番
（）の中は所在地。
- 宇品海岸交番（広島市南区宇品海岸三丁目）
  - 広島市南区のうち宇品海岸一丁目 - 三丁目、宇品神田五丁目、宇品西四丁目・六丁目、宇品東四丁目・七丁目、宇品町、宇品御幸四丁目・五丁目、似島町、仁保町、元宇品町
- 宇品御幸交番（広島市南区宇品御幸三丁目）
  - 広島市南区のうち宇品神田一丁目 - 四丁目、宇品西二丁目・三丁目・五丁目、宇品東一丁目 - 三丁目・五丁目・六丁目、宇品御幸二丁目・三丁目、出島一丁目・二丁目
- 皆実交番（広島市南区皆実町六丁目）
  - 広島市南区のうち宇品西一丁目、宇品御幸一丁目、西翠町、翠一丁目・二丁目・五丁目、皆実町一丁目 - 六丁目
- 旭町交番（広島市南区旭二丁目）
  - 広島市南区のうち旭一丁目 - 三丁目、北大河町、出汐二丁目・三丁目、西旭町、西霞町、東霞町、翠三丁目・四丁目、南大河町、山城町
- 段原交番（広島市南区段原南二丁目）
  - 広島市南区のうち段原一丁目 - 四丁目、段原南一丁目・二丁目、出汐一丁目、比治山本町（5番 - 20番）
- 東雲交番（広島市南区上東雲町）
  - 広島市南区のうち霞一丁目・二丁目、上東雲町、東雲一丁目 - 三丁目、東雲本町一丁目・二丁目、段原日出町、段原山崎町、出汐四丁目
- 本浦交番（広島市南区東本浦町）
  - 広島市南区のうち黄金山町、東雲本町三丁目、西本浦町、仁保新町一丁目・二丁目、東本浦町、本浦町
- 青崎交番（広島市南区青崎一丁目）
  - 広島市南区のうち青崎一丁目・二丁目、小磯町、月見町、東青崎町、堀越一丁目 - 三丁目、向洋大原町、向洋沖町、向洋新町一丁目 - 四丁目、向洋中町、向洋本町
- 仁保交番（広島市南区仁保四丁目）
  - 広島市南区のうち楠那町、丹那新町、丹那町、仁保一丁目 - 四丁目、仁保南一丁目・二丁目、仁保沖町、日宇那町
- 荒神交番（広島市南区西蟹屋三丁目）
  - 広島市南区のうち大州一丁目 - 五丁目、荒神町、西蟹屋一丁目 - 四丁目、西荒神町、東駅町、東荒神町、的場町一丁目・二丁目、南蟹屋一丁目・二丁目
- 比治山交番（広島市南区比治山本町）
  - 広島市南区のうち稲荷町、金屋町、比治山公園、比治山町、比治山本町（1番 - 4番）、松川町
- 広島駅交番（広島市南区松原町）
  - 広島市南区のうち猿猴橋町、大須賀町、京橋町、松原町

## 移転された経緯
2018年2月に、2023年をめどに出汐地区に新築移転する方針を決定。移転地は、広島県立広島工業高等学校・広島県立広島皆実高等学校及び広島陸軍被服支廠に隣接し、進徳女子高等学校やテレビ新広島の本社も近接する。
2023年7月16日、同年9月19日に新庁舎の開庁が決まった。
その後、同年9月19日に、現所在地にて開庁した。